# Marchington Lake
Der Marchington Lake ist ein See im Kenora District im Westen der kanadischen Provinz Ontario.

## Lage
Der See befindet sich 30 km östlich von Sioux Lookout. Er befindet sich im Bereich des Kanadischen Schilds auf einer Höhe von 362 m. Der stark gegliederte und langgestreckte See wird vom Marchington River, einem rechten Nebenfluss des English River durchflossen. Weitere wichtige Zuflüsse sind Sturgeon River und North River. 
Der Marchington Lake hat eine Länge von 30 km und eine Fläche von 36 km².
Die Orte Robinson, McDougall Mills und Ghost River liegen am Seeufer. Bei Robinson überquert die Bahnlinie der Canadian National Railway den See. 

## Seefauna
Marchington Lake ist ein Ziel von Angeltouristen. Im See werden Glasaugenbarsch, Hecht und Amerikanischer Flussbarsch gefangen.